# Publiek geheim
Publiek geheim is een Vlaamse televisiereeks. Het is een historische documentairereeks, gepresenteerd door Sven Speybrouck. Elke aflevering brengt het verhaal achter een soms minder bekende historische plaats in België. Sinds 2010 werden vier seizoenen van de reeks uitgezonden op Canvas.
In 2011 verscheen ook een gelijknamig boek met de geschiedenis van de bezochte plaatsen. Op 10 april 2012 werd een speciale aflevering uitgezonden, Belgen op de Titanic, gewijd aan Belgische opvarenden van de Titanic. In 2012 organiseerde Canvas zes Publiek-geheim-dagen, waarin het publiek een van de locaties uit de reeks kan bezoeken. De vierde reeks werd in 2014 uitgezonden. Dit was de laatste in de reeks.

## Afleveringen

### Seizoen 1
Het eerste seizoen startte op 23 maart 2010.
1. De Kemmelberg, en de militaire commandobunker van Kemmel
2. Instituut Mariagaard in Kwatrecht, en de vroegere SS-school
3. Neutraal Moresnet
4. De meerpalen aan Rijnkaai in Antwerpen, en de geschiedenis van de Red Star Line
5. Een stuk muur, de zogenaamde "mole", in de Haven van Zeebrugge, en de Aanval op Zeebrugge in de Eerste Wereldoorlog
6. Het Kanaal van Bernistap
7. De grotten van Caestert en de smokkeltraditie
8. Brûly-de-Pesche, en Wolfsschlucht I of de bunker van Hitler

### Seizoen 2
Het tweede seizoen startte op 4 januari 2011.
1. Het Sint-Annabos in Antwerpen, en het Tophat-kamp
2. Nessonvaux, en de fabriek en geschiedenis van het automerk Imperia
3. Het Tacambaroplein in Oudenaarde, en de geschiedenis van Charlotte van België, keizerin van Mexico en de Slag bij Tacámbaro
4. Gontrode, en de Duitse vliegbasis uit de Eerste Wereldoorlog
5. De wijk Matonge in Brussel
6. Het Belgisch scheepswrak Léopoldville
7. Deurne, en de vliegtuigbouwer Stampe en Vertongen en de succesvolle SV.4
8. De Nationale Schietbaan in Brussels Hoofdstedelijk Gewest

### Seizoen 3
Het derde seizoen startte op 3 september 2012.
1. Tombeek, en het Sanatorium Joseph Lemaire
2. De wijk Heliopolis in Caïro, en de Belgische architect Édouard Empain, ook bouwer van de metro van Parijs
3. Gembloers en spoorlijn 161, en het "gat van Gembloers" in de slag bij Gembloers in mei 1940
4. Gent, en de Dierentuin van Gent
5. De verlaten werkplaats van Wagons-Lits in Oostende, en de geschiedenis van de Compagnie Internationale des Wagons-Lits en de Oriënt-Express
6. Hotel Grand Veneur in Keerbergen, en de operatie "Antwerp X" en de V1's op Antwerpen in de Tweede Wereldoorlog
7. De Begraafplaats van Laken
8. Zedelgem, en het krijgsgevangenenkamp van Zedelgem na de Tweede Wereldoorlog

### Seizoen 4
Het vierde seizoen startte op 19 maart 2014.
1. Het krankzinnigenkerkhof van Rekem
2. Aeroport Urano in Maldegem
3. Het nieuwe circus van Gent
4. Het Mundaneum van Brussel
5. De Koreakapel van Koekelberg
6. Du Parc in Aalst
7. Het Fort van Walem
8. De hippodroom van Groenendaal